# 之前&之後整形外科
《之前&之後整形外科》（韓語：비포&애프터 성형외과）是韓國MBC於2008年1月至3月期間播放的季節連續劇。

## 演員陣容
- 蘇怡賢 飾 洪基南 (粵語配音：高可慧)
- 李陣郁 飾 韓建洙 (粵語配音：蘇強文)
- 金成珉 飾 崔容宇 (粵語配音：雷霆)
- 鄭愛妍 飾 尹瑞珍 (粵語配音：黃玉娟)

## 外部連結
- 韓國MBC官方網站 